# اهالویمی
اهالویمی (به لاتین: Aholouyèmè) یک منطقهٔ مسکونی در بنین است که در استان اومه واقع شده‌است.

## خصوصیات
اهالویمی ۸٬۸۴۴ نفر جمعیت دارد.